# 察隅紫堇
察隅紫堇（学名：Corydalis tsayulensis）为罂粟科紫堇属下的一个种。

## 扩展阅读
- 維基物種上的相關：察隅紫堇